# 드래곤볼
《드래곤볼》(영어: Dragon Ball; 일본어: ドラゴンボール)은 일본의 만화가 토리야마 아키라(鳥山明)가 일본 최대의 코믹스 출판사 슈에이샤의《주간 소년 점프》에서 1984년 51호부터 1995년 25호까지 약 10년동안 연재한 최장수 만화이다. 전세계에 흩어진 7개의 드래곤볼을 모아서 주문을 외우면 용신, 즉 용의 신이 나타나 어떤 소원이라도 하나만 이루어준다는 내용이다. 주인공 손오공을 중심으로 펼쳐지는 소년 만화로 2012년 기준 발행부수는 일본 내 1억 5천만 부, 판매량은 아시아와 태평양, 유럽, 아메리카 등 전세계 2억 3천만부 이상을 기록하는 기염을 토한 역대 최대 베스트셀러 작품이었다.
TV 애니메이션은 후지 TV에서 방영되었고, 토에이에서 제작하는 극장판 애니메이션이나 헐리우드에서 실사 영화도 제작되었다. 연재 종료 후에도 관련 상품이나 게임 등이 꾸준히 제작되고 있고, 여전히 일본을 대표하는 콘텐츠 중 하나이다.
최근에는 만화가 아닌 애니메이션을 통해 원작가인 토라야마 아키라가 2편의 극장판 애니메이션(드래곤볼 Z: 신들의 전쟁, 드래곤볼 Z: 부활의 F)를 공개하였다.

## 스토리

### 피라후 편
파오즈산 산속에 사는 원숭이 소년 손오공은 어느 날, 서쪽 도시에서 온 소녀 부르마와 만난다. 거기서 7개를 모으면 어떤 소원이든 하나만 들어준다는 드래곤볼 용공 양조부인 손오반이 남긴 유품으로 가지고 있던 구슬이 그것 중 하나인 사성구라는 사실을 알고, 부르마와 함께 나머지 드래곤볼을 찾으러 여행을 떠난다. 여자들을 유괴하고 있던 오룡이나 도적인 야무치를 일행으로 맞이해서 드래곤볼 7개를 모두 모으게 되지만, 세계정복을 노리는 피라후 일당에게 드래곤볼을 뺏겨서 신룡이 출현하게 된다. 그러나 오룡의 기지로 인해서 피라후 일당의 야망을 저지한다.(오룡의 소원: 여자 속옷을 주세요!)그리고 손오공과 친구들은 죽을 위기에 처하지만 갑작스런 오공의 거대 원숭이화로 인해 탈출한다.

### 수련의 성과 편
드래곤볼은 흩어지고 피라후를 혼내준 손오공 일행은 1년 뒤에 다시 한번 드래곤볼을 모으는 여행을 떠나기로 하고 흩어진다. 오공은 무천도사(거북선인)와의 약속을 기억하고 그에게 수련을 받으러 간다. 무천도사의 시험을 통과하여 역시 수련을 받으러 온 크리링, 무천도사(거북선인)의 조수로 들어온 런치와 함께 수련이 시작된다. 무천도사는 평소에는 밝히는 노인네에 지나지 않았으나 기상천외한 수련법으로 오공과 크리링을 착실하게 훈련시켰다. 마침내 1년이 지나고. 오공과 크리링은 수련의 성과를 확인하기 위해 천하제일무술대회에 출전한다. 회장에서 부르마, 야무치, 오룡 등과 재회하고, 오공은 강적과의 대결을 훌륭하게 이겨낸다. 결승 상대는 의문의 노인 잭키 춘. 그는 사실 제자들을 시험하기 위해 변장한 무천도사였다......

### 레드 리본군 편
천하제일무술대회에서 준우승한 손오공은 할아버지의 유품인 사성구를 찾기 위해 또 한 번 드래곤볼을 모으기로 한다. 그런데 드래곤볼을 찾는 것은 손오공 뿐이 아니었다. 오공은 드래곤볼을 모으는 도중에 레드리본군과 대결한다. 레드리본군은 거대한 군사세력으로 수령의 음모를 위해 드래곤볼을 모았다. 레드리본군은 오공에게 자기들 것보다 정교한 레이더가 있다는 것을 알고 빼앗으려 들고, 오공은 레드리본군이 드래곤볼을 모은다는 명목으로 악행을 하고 다니는 것을 혼내주기 위해 동분서주한다.

### 무도가 천진반 편
레드리본군을 물리친 이후, 오공은 3년 뒤에 열리는 22회 천하제일무술대회에 참가하기로 하고 다시 수련의 여행을 떠난다. 그리고 무술대회 당일, 다시 모인 손오공 일행 앞에 거북선인류와 대립하는 학선인류 제자들이 등장한다. 심상치 않은 상대임이 예상되는 가운데, 손오공 일행은 어렵지 않게 예선전을 돌파하고 본선 무대에 선다. 본선은 예상대로 학선인류와 거북선인류의 대결. 학선인에게 사악한 무도가의 길을 교육받았던 천진반과 차오즈는 거북선인류와의 대결을 통해 정의로운 무도가의 길을 깨닫게 되고 천진반은 오공과 대결 중에 학선인과의 결별을 선언, 오공과 깨끗하게 승부를 겨룬다.

### 피콜로 대마왕 편
천하제일무술대회 종료 후, 피라후 일당에 의해 부활한 피콜로 대마왕에 의해, 크리링과 무천도사 등 오공의 동료들과 많은 무도가들이 죽임을 당한다. 오공은 복수하기 위해서 도중에 만난 야지로베(막무가내)나 고양이 신선 카린의 도움을 얻어 숨겨진 힘을 끌어내고 피콜로 대마왕과의 싸움에서 승리한다. 싸움 후, 오공은 살해당한 신룡과 동료들의 부활을 위해서 천계로 가서 드래곤볼을 만든 신을 만나게 되고, 신룡의 부활을 조건으로 천계에서 수행을 하게 된다.

### 마주니어 편
3년 후, 소년에서 청년으로 성장한 오공은 천하제일무술대회에서 살아난 동료들과 재회하고, 어릴 때 만났던 우마왕의 딸 치치와 결혼한다. 그리고 피콜로 대마왕이 죽기 전에 남긴 아들이자 분신인 마주니어와의 싸움에서 승리하고 동시에 천하제일무술대회의 우승자가 된다.

### 사이어인 편
마주니어와의 싸움으로부터 5년 후, 평화로운 나날을 보내고 있던 오공 앞에 친형 라데츠가 우주에서 내습, 오공은 자신이 행성 베지터의 전투민족 사이어인임을 알게 된다. 납치된 아들 손오반을 구하기 위해 오공은 한때 숙적이던 피콜로(마주니어)와 손을 잡고, 자신의 목숨과 바꾸어서 라데츠를 무찌르지만, 1년 후에는 더욱 강한 사이어인들이 드래곤볼을 손에 넣기 위해 지구로 온다는 것을 알게 된다. 오공은 드래곤볼에 의해 살아날 때까지 저세상의 계왕의 밑에서 수행을 한다. 그리고 동료들과 함께 지구에 온 사이어인의 왕자 베지터를 패퇴시키지만, 많은 동료를 잃는다. 게다가 피콜로의 죽음으로 그와 일심동체인 신도 사망, 지구의 드래곤볼도 소멸한다.

### 프리저 편
신과 죽은 동료들을 부활시키기 위해 큰 부상을 입은 오공 대신, 오반・크리링・부르마 3명은 신과 피콜로의 고향인 나메크성으로 향한다. 하지만 그곳에는 계왕조차 두려워하는 우주의 제왕 프리저가 불로불사를 얻기 위해 나메크성을 내습, 나메크성인을 학살하면서 드래곤볼을 약탈한다. 오반 일행은 베지터, 프리저 일당과 드래곤볼을 둘러싼 삼파전을 벌인 끝에, 나중에 도착한 오공과 나메크성인의 협력을 받아, 나메크성의 신룡인 포룽가를 불러내고, 피콜로를 소생시킨다. 그리고 오공은 프리저와의 싸움에서 크리링이 프리저에게 폭사당하는 모습에 분노해 전설 속의 전사, 초사이어인(슈퍼 사이어인)으로 각성하고 승리한다.

### 인조인간・셀 편
나메크성에서의 싸움으로부터 1년 후, 지구로 귀환한 오공 앞에 미래에서 온 베지터와 부르마의 아들인 트랭크스가 나타난다. 그는 3년 후, 레드리본군의 생존자인 닥터 게로가 만든 2명의 인조인간이 나타나 절망적으로 변하게 되는 것과 손오공이 바이러스성 심장병으로 죽는 미래를 알려준다. 그러나 사태는 트랭크스가 알고 있는 역사와는 크게 달라지고, 그 마저도 몰랐던 새로운 인조인간들이 나오고 닥터 게로의 컴퓨터가 만든 최강의 생물체 셀이 출현한다. 완전체가 된 셀은 지구의 운명을 건 셀 게임을 개최한다. 오공은 이 싸움으로 목숨을 잃지만, 그 의지를 물려받은 아들 손오반이 죽은 오공의 영혼과 힘을 합해 셀을 쓰러뜨린다.

### 마인 부우시바
셀 게임으로부터 7년 후, 고등학생이 된 오반이 천하제일무술대회에 출전하는 것을 알고, 자신도 출전하기 위해 오공은 하루만 이승으로 오게 된다. 천하제일무술대회 도중, 전 우주의 신인 계왕신의 부탁으로 오공 일행은 사악한 마도사 바비디에 의한 마인 부우의 부활을 저지하려고 하지만 실패하고, 마인 부우는 부활해버린다. 오공은 이승에서 체류 가능한 시간이 임박해서 저승으로 돌아가게 되고, 그를 대신해 오공 사후에 태어난 차남 손오천과 트랭크스, 오반이 파워업해서 마인 부우와 싸우게 된다. 그러나 선전한 보람도 없이 위기에 빠지게 된 그들을 구하기 위해 노계왕신의 목숨을 받아 부활한 오공은 베지터와 함께 계왕신계에서 지구인과 나메크성인, 저승 사람들의 기를 모아 만들어진 원기옥으로 마인 부우를 소멸시킨다.
이후 10년이 지나 마인 부우의 환생인 우부와 함께 오공이 수련을 하러 가는 것으로 드래곤볼의 원작 이야기는 막을 내리게 되었다.

## 판타지물 특유의 독창적인 세계관
본 작품의 주요 무대는 태양계의 행성 지구이다. 순식간에 물체를 실체화시키는 호이포이 캡슐과 드래곤볼을 탐지하는 드래곤 레이다 등 현실의 지구보다 훨씬 진보한 문명을 가지고 있다. 교통 수단으로는 자동차나 오토바이 외에 에어카나 비행기 등이 있으며, 위의 호이포이 캡슐을 이용해 사용한다. 주요 화폐 단위는 세계 공통의 《제니》.
연호는 《AGE》가 사용된다. 연재 시작(오공과 부르마의 만남)이 AGE 749, 원작 종료(우부와의 여행)가 AGE 784가 된다. 그러나 작중에서 《AGE》가 사용되고 있는 것은 인조인간・셀 편에서 트랭크스의 대사에서 뿐이다. 날짜 표기 방법은 통일되어 있지 않고, 피콜로 대마왕의 기념일은 5월 9일, 인조인간 19호・20호의 출현일은 5월 12일이라는 현실 세계와 비슷한 달력이 이용되고 있는 반면, 셀 게임의 개최일은 M의 17일로 달 이름이 영문으로 되어있다. 이것은 후에 완전판이 발매되면서 모두 숫자 달로 변경된다.
우주에는 지구 외에도 인간형의 지적 생명체가 사는 행성이 많이 존재하고 있다. 이 행성들 중에는 지구보다 훨씬 고도의 문명을 가진 별들도 다수 존재한다. 우주는 무수한 행성들이 모여 성운을 만들고, 성운이 무수히 모여 은하를 형성하고, 우주 공간에 무한이라고 말할 정도로 존재하는 은하를 통괄하는 행정 단위로, 우주는 동서남북 4구역으로 나뉘어서 은하로 구분된다. 지구는 그중 북은하에 존재하고, 우주 전체는 이상한 문양이 새겨진 벽으로 밀폐되어 있다.
또한 생전의 인류가 사는 이승과 사후 세계인 저승이 존재하고 우주인을 포함 죽은 자는 원칙적으로 영혼이 저승으로 옮겨진다.

## 배경

### 연재 개시까지의 경위
본작은 연재가 시작되기까지 여러 가지 우여곡절이 있었다. 토리야마는 당시 연재 중이던 《Dr. 슬럼프》의 아이디어가 고갈되어 가고 있었기 때문에 연재를 종료하고 싶어했다. 편집부와 상담한 결과, 끝내도 좋지만 연재 종료 3개월 이내에 차기작의 연재를 시작할 것을 조건으로 수락했기 때문에 종반부에 돌입한 Dr. 슬럼프의 연재와 동시에 차기작의 준비를 시작했다. 그때, 이전에 그린 두 단편 작품인 《기룡소년(드래곤 보이)》과 《톤프 대모험》이 호평을 받고 다음 연재는 이 두 작품의 세계관을 더욱 확장해 보자고 생각하게 되었다. 실제로 기룡소년과 톤프 대모험은 초기 본작의 분위기가 짙게 느껴지는 작품이다.
플롯 단계에서는 《서유기》의 요소도 도입하고, 볼을 모으는 아이디어는 《난소사토미 팔견전》에서, 제목은 이소룡의 영화 《용쟁호투》에서 따왔다. 이렇게 본작의 초기 구상이 정리되었다. 당초에는 토리야마판 서유기를 목표로 스토리를 진행하려 하였지만, 담당 편집자인 토리시마의 반응이 좋지 않았다. 따라서 제 2안에서는 복장이 현대로, 제 3안에서는 현재와 비슷한 분위기로 변경이 되고 초기의 서유기의 요소는 결국 주인공의 이름이나 캐릭터 디자인의 일부, 그리고 일부 에피소드나 아이템에서만 그 흔적을 찾아볼 수 있다.
당시에는 《북두의권》이 폭발적인 인기를 끌고 있었으며 이에 따라 북두의권을 벤치마킹하는 것이 만화가들 사이에서 크게 유행했다. 하지만 토리야마는 북두의권과는 정반대로 가자는 작가의 의도를 확립하고 드래곤볼의 시나리오를 짜기 시작했다. 그 때문에 드래곤볼의 주인공 손오공이 북두의권의 주인공인 켄시로가 덩치가 매우 큰 근육질의 미남인 것과는 정반대로 덩치가 매우 작은 남자 어린이의 모습으로 드래곤볼이 시작되었다.

### 연재 종료까지의 경위
연재 시작 전부터 애니메이션화의 내정, 5주 연속 컬러 페이지 연재라는 대대적인 취급을 받으며 시작된 본작이지만 처음에는 그다지 인기가 없었다. 첫 회에서는 높은 지지를 받았지만 서서히 인기가 하강하면서 독자 앙케이트에서 하위권으로 떨어지게 된다. 담당인 토리시마는 "주인공이 수수하다. 그래서 인기가 없다"고 지적하고 이에 토리야마는 강함을 추구하는 주인공이라는 테마를 가지고 작품을 연재하게 된다. 그 발상으로 천하제일무술대회가 시작되어 주인공 손오공의 캐릭터도 확립되고 인기도 급격히 상승한다.
토리야마는 마주니어와의 대결이 종료되는 부분에서 이야기를 완결 시키려는 구상을 가지고 있었지만, 독자 앙케이트에서 압도적인 지지를 받고 있는 본작의 종료를 편집부에서 순순히 용인하지 않았고, 연재는 계속되게 된다. 프리저 편에 이를 무렵에는 더욱 인기가 상승해 소년 점프의 앙케이트의 80% 이상을 독차지하게 되고 경제 효과도 해외 번역과 애니메이션 수출 등을 통해 일본 내뿐만 아니라 세계적인 규모로 확대되어 갔다. 이로 인해 본작의 연재가 종료되면 점프 본지의 발행부수에 직접적으로 미치는 영향뿐만이 아니라 발행원인 슈에이야, 미디어 믹스 사업의 핵심을 이루어온 반다이・후지 TV・토에이 동화, 그 외에 본작과 관련된 각종 비즈니스를 실시하고 있는 기업의 실적이나 주가에 다대한 영향을 미칠 가능성이 있었기 때문에 연재를 끝내는 것 자체가 작가 개인이나 편집부의 영역을 넘어서 있었다.
본작의 종료에 대해서는, 토리야마의 강한 요망이 있었기 때문이라고는 해도, 결국은 각사의 정상급 회의 등의 조정이나 각사 상층부에 의한 경영 판단을 필요로 하고, 관련 기업의 주가 및 실적의 영향을 최소화한으로 억제할 수 있도록 여러 가지 배려나 사전 준비를 실시한 다음 간신히 실현될 수 있었다(부우 편의 시작 전, 토리야마는 부우 편이 끝나면 연재를 종료한다는 것을 슈에이샤와 약속했지만 당시 편집장이었던 호리에 노부히코가 그 사실을 도중까지 알리지 않은 이유도 이 때문으로 여겨진다). 본작의 연재 종료 다음 주 주간 소년 점프의 판매량은 1백만 부 이상 감소되었다.
이러한 배경도 있고 해서, 본작은 10년이 넘는 장기 연재작이 되었다. 연재 종료에 대한 사전 고지도 없었고, 최종회에서도 아직 모험을 계속하는 듯한 장면으로 종료하고 있다. 그리고 이 최종회 직전의 7년간 스토리를 그린 드래곤볼 슈퍼가 연재중이다.

## 스토리 진행
스토리 진행에 대해 토리야마는 즉흥적으로 짜는 편이며 원활한 전개를 위해서 일부러 느슨하게 설정을 짠다고 했다. 그러는 편이 "설정에 얽매이지 않고 자유롭게 이야기를 변화 시킬 수 있는 데다, 스스로도 어떻게 되어갈지 몰라서 두근두근 거리면서 그릴 수 있다."고 발언. 또한 막상 작업을 하다 보면 머릿속에서 생각한 것과는 달라져 버리는 일이 자주 있기 때문이라고도 말했다.
애니메이션은 진행이 원작 진행을 따라잡지 않도록 하기 위함도 있지만, 다양한 배려를 해서 원작에는 없는 오리지널 스토리가 많이 다루어졌다. 토리야마는 "원작과 애니메이션은 다른 것이라는 의식이 있고, 매주 애니메이션판까지 꼼꼼히 체크할 수 없다는 것도 있고, 애니메이션은 프로에게 맞기는 편이 좋다고 생각했다.", "나는 기본적으로 애니메이션 쪽은 아무것도 하지 않았다. 맡기고 있다.", "애니메이션화 시, 직원에게 모두 맡길 생각이었으므로, 특별한 요청은 없었지만, 너무 건전한 방향으로 나가는 것 같아 주의를 준 적이 있다." 등의 발언을 통해서 원작과 애니메이션에 대해서 확실한 선을 긋고 있다. 하지만 이와는 별개로 극장판이나 애니메이션 오리지널 캐릭터나 설정 등에 제작진의 요청에 따라 참여를 해주는 경우가 많으며, 애니메이션 오리지널 캐릭터인 버독(디자인과 원안에는 참여)은 유일하게 원작에도 한 번 등장하고 있다.
토리야마는 "꽤 많은 뒷 설정이 머릿속에 있었지만 설명처럼 되어 버리기 때문에 대부분 만화화하지 않았다.", "사이어인의 특징이나 역사 같은 뒷 설정을 만드는 것도 비교적 좋고, 내 머릿속에서 밖에 없고 이야기의 전개 속에서는 그릴 기회가 없어서 작품에 반영되는 비율은 그리 높지 않고, 그려지지 않는 것이 많다. 생각할 때는 인조인간 편의 레드리본군처럼 과거의 아무것도 아닌 것을 다시 활용하는 것을 좋아한다.", "18호와 크리링, 부르마와 베지터 등의 연애 극 등도 머릿속에 완성되어 있었지만, 부끄러워서 그리지 않았다."라는 등 많은 설정이 머릿속에 존재하고 있었음을 분명히 하고 있다. 또한 토리야마 아키라가 그린 사이어인과 츠플인의 역사와 이승과 저승의 설정, 만화로 그려지지 않았던 공백기 동안의 캐릭터의 생활 등의 메모와 자료가 존재하고 있는 것이 확인된다.
드래곤볼의 프리퀄로 그려진 은하패트롤 쟈코와 드래곤볼 마이너스를 통해 일부 뒷 설정이 공개되기도 했다.

## 인기

### 대한민국[2]
- 국내 발행부수 2,000만 부 이상
- 90년대 출판 당시 권당 8억 원의 판매액 기록
- 발행부수 10만 부 정도의 아이큐 점프가 본작의 게재 이후 최대 60만 부까지 상승

### 해외
- 후지TV에서 방송한 애니메이션은 11년간 평균 시청률 20% 이상 유지
- 드래곤볼 Z의 첫 주제가인 'CHA-LA HEAD-CHA-LA' 170만 장 이상의 판매 기록
- 일본 내 DVD 출하량 574.5만 장 (2007년 기준)
- 완전판 일본 내 발행부수 2,000만 부 이상 (2005년 기준)
- 애니메이션은 40개국 이상, 코믹스는 30개국 이상에서 발매
- 2000년대 중후반(2004~2011), 토에이의 매상 실적에서 일본 내에서는 1위(2007), 2위(2004~2006, 2008~2009), 3위(2010~2011),
해외에서는 영상, 판권 모두에서 압도적으로 1위 차지 (2004~2011)
- 미국에서 비디오와 DVD 매출이 2,500만 개 이상으로 미국에서 발매된 애니메이션 중에서는 역대 최고 판매 기록
- 극장판 총 17편의 일본 내 총관객 4,900만 명
- 1995년까지 카드 다스 매출 20억 개 이상 기록
- 중국이나 한국 등 아시아에서 불법복제가 범람, 태국에서는 20여 개의 출판사에서 해적판을 발행하는 '드래곤볼 쟁탈전'이라는 것이 일어나
언론에도 소개(1997) 되는 등 불법복제의 가장 큰 피해작 중 하나
- 프랑스에서 방영된 애니메이션 최고 시청률 87.5%
- 프랑스 내 발행부수 1,900만 부 이상 (2008년 기준)
- 독일에서는 일본에도 없는 하드커버의 호화판 출판
- PS2소프트 '드래곤볼 Z' 전세계 매출 350만 개 이상, 드래곤볼Z 시리즈 3작품만으로 누계 판매 1천만 개 이상 기록
- 2003년까지 발매된 27개 게임 소프트의 일본 내 판매량 1,150만 개
- 2002년 INFOGRAMES(현 ATARI)사가 구미에서 게임 판권 획득, 북미 개발 소프트웨어가 출시되면서 100만 개를 넘는 히트를 기록,
2005년에는 본작 관련만으로 8,500만 달러의 매출을 올림
- 인구 550만 명의 덴마크에서 150만 부 이상의 판매부수 기록
- 인구 900만 명의 스웨덴에서 코믹스 4권까지가 120만 권 판매
- 일본 영화에서 최초로 IMAX 상영 (극장판 드래곤볼 Z - 신과 신/2013)
- 일본 영화 사상 최초로 IMAX 3D 상영 (극장판 드래곤볼 Z - 부활의 F/2015)
- 지브리를 제외하고 해외 동시 개봉한 유일무이한 작품 (극장판 드래곤볼 Z - 부활의 F/2015)
- 드래곤볼 제노버스(약칭 DB XV) 전 세계 판매 누계 200만 장 돌파
- 점프계열 만화 중 디지털 채색 버전 풀컬러판으로 재발행된 최초의 만화
- 일본 애니메이션 유일하게 영국 'Channel 4 선정 역사상 가장 위대한 만화 쇼 100선'에 들어가 있고, 7위 기록
- 세계에서 가장 돈을 많이 번 만화

## TV 애니메이션
애니메이션의 전 시리즈는 일본 최대 애니메이션 제작사인 토에이 애니메이션(마징가 Z/은하철도 999/Dr. 슬럼프/유유백서/세일러 문/슬램덩크/김전일/유희왕/디지몬 어드벤처/원피스 등)에서 제작되었고, 후지TV에서 방영되었다. 《드래곤볼 카이》를 제외한 전 시리즈는 매주 수요일 19:00 ~ 19:30에 방영되었고, 원작 부분의 애니메이션인 《드래곤볼》과 《드래곤볼 Z》는 평균 시청률 20% 이상을 기록하면서 소년점프 원작의 애니메이션 중에서도 최상위권의 기록을 가지고 있다. [드래곤볼과 드래곤볼 Z가 각각 4위, 5위의 기록이다. 1위는 원작자의 전작인 'Dr. 슬럼프'와 '그레이트 마징가'가 공동 1위이고 3위는 '마징가 Z'이다.] 또한 이때는 평일에 방송되는 상대적으로 불리한 조건에도 불구하고 일본의 국민 만화인 《사자에상》을 제치고 주간 시청률 1위를 기록한 적도 다수 있다. 기본적으로는 원작 만화를 그대로 따라가지만 일부 오리지널 설정이나 에피소드도 존재하는 등, 완전히 동일한 설정의 작품은 아니다.
국내에서는 대원동화(현 대원미디어)에서 수입하여 VHS로 출시하였고, 이후 투니버스 등의 방송사에서도 방영되었다.
드래곤볼, 드래곤볼 Z, 드래곤볼 GT 세 작품을 합쳐서 TV 시리즈 508화, 스페셜 3화, 극장판 17편의 장기 시리즈였으며, 토에이 애니메이션에서 제작한 애니메이션 중에서는 '원피스'가 나오기 전까지 최장 기록이었다.
2015년 7월에 마인 부우 이후 이야기인 TV 시리즈 드래곤볼 슈퍼가 방송되었다.(원작 만화 드래곤볼과 신극장판 2편의 공식 후속작이다.)

### 드래곤볼
1986년 2월 26일 ~ 1989년 4월 19일. 전 153화. 원작 중 연재 개시부터 마주니어 편까지의 애니메이션화에 해당된다. 시리즈 초기에는 드래곤볼을 모으는 모험 활극이었지만 점차 격투 노선으로 전환해 간다. 드래곤볼 원작이 시작된 지 얼마 안 된 시점에서 애니메이션 방송이 시작되면서 이후 드래곤볼 Z가 질질 끄는 전개를 보일 수밖에 없었다.

### 드래곤볼 Z
1989년 4월 26일 ~ 1996년 1월 31일. 전 291화 + 스페셜 2화. 사이어인 편부터 원작의 최종회까지가 여기에 해당된다. 만화 코믹스와 동시에 진행되고 있었기 때문에 애니메이션 특유의 에피소드가 이야기 도중에 삽입된 게 특징이다. 시리즈 중에서 가장 높은 인기를 얻어 인기 면에서 절정을 맞이했다고 할 수 있는 작품이다. 제목 《Z》는 토리야마의 "이것이 마지막이었으면 좋겠다"라는 생각이 담겨 있다.
대부분의 드래곤볼 팬들이 기억하는 한국어 더빙판은 주로 이 작품이다. (특히 투니버스 방영판을 기억하는 팬들도 거의 비슷한 성우들이 더빙했다.)
특별편으로 미래 트랭크스 편, 버독 스폐셜이 존재한다.
이후 슈에이샤의 대표작인 토리코, 원피스, 드래곤볼의 주인공들이 하나가 되어 전설의 소고기를 찾는 내용을 그린 특별 콜라보레이션이 있다.
그러나 극장판인 신들의 전쟁의 경우 원체 적은 예산으로 국내 더빙을 진행하다 보니, 어색하고 부족한 부분들이 많았다. (특히나 대원이 판권을 가진 것이 크다. 팬들이 원한 캐스팅은 거의 되지 못하고, 기존 드래곤볼 시리즈 더빙 작업자는 드물었다.)
하지만 부활의 F의 경우에는 등장인물이 적은 데다가 (신들의 전쟁은 거의 모든 캐릭터가 등장했다.), 투니버스가 판권을 매입하면서 성우 대부분이 투니버스 드래곤볼 더빙 성우들이 대거 맡은 데다가, 국내 일부 IMAX 상영관에서 상영하는 첫 드래곤볼 극장판이 되었다.

### 드래곤볼 GT
1996년 2월 7일 ~ 1997년 11월 19일. 전 64화 + 스페셜 1화. 《드래곤볼 Z》의 공식 후속편으로서 방송되었다. 원작 만화와 《드래곤볼 Z》 최종화에서 드래곤볼 슈퍼 후의 세계가 무대로, 오리지널 작품이다. 전반부 이야기 진행은 초기 《드래곤볼》과 같은 모험 주체의 스토리로 전개되고 있었지만, 후반부에는 후기 《마인 부우 편》과 같이 전투의 비중이 높아졌다. 제목 《GT》는 'Grand Touring'의 약자로 장대한 모험의 마무리를 의미한다고 알려져 있다. 총 4개의 챕터로 나뉘며 각각의 챕터가 모험편-우주인-인조인간-마인으로 전개된다는 점이 드래곤볼 이전 시리즈에 대한 오마주라는 해석도 있다.
초사이어인 4가 처음으로 등장하지만 외전의 성격이 강하다. 대한민국에서는 투니버스를 통해 볼 수 있다.

### 드래곤볼 카이
2009년 4월 5일 ~ 2011년 3월 27일. 전 98화 (미방영 1화). 연재 종료 20주년을 기념하여 《드래곤볼 Z》의 디지털 리마스터 버전으로 방송되었다. 스토리를 원작 만화에 가까운 형태로 사이어인 편에서 인조인간・셀 편까지 재구성하고 있다. 미방영된 1화는 이후 DVD판에 수록되었다. 국내에서는 97화 모두 대원방송을 통해 더빙 방송을 했다.
2014년 4월 6일부터 2기가 방영되기 시작했으며, 원작 만화에 가까운 형태로 마인 부우 편까지 그려졌다. 국내에서는 일본에서 방송된 편이 아닌 북미판을 더빙해서 매주 1회씩 방송하고 있다.
그러나 기존의 드래곤볼 Z 시리즈의 성우들이 아닌 대원의 성우들이 더빙하면서 상당수의 드래곤볼 국내 팬들에게 있어서 어색하게 받아들여진 데다,
가뜩이나 진행이 느린 마인 부우 편의 경우 사실상 드래곤볼 Z 마인 부우 편을 재방송하는 수준인 북미판을 기반으로 더빙이 이루어지면서,
기존의 카이가 표방한 질질 끄는 전개 감소가 거의 느껴지지 않았다.

### 드래곤볼 슈퍼
2015년 6월 28일에 드래곤볼 카이 마인 부우 편이 종영되고, 바로 다음 주인 7월 5일부터 방송을 하고 있다.
원작 만화 드래곤볼과 신극장판 2편의 공식 후속작이다.
이전 애니메이션 작들과는 완전히 다르게 원작자가 스토리 전체와 캐릭터 디자인을 맡으며,
코믹스 판의 경우 드래곤볼 SD, 드래곤볼 Z -부활의 F 프리퀄 만화를 담당한 토요타로가 맡았다.

## 영화

### 극장판
• 드래곤볼 극장판 1 (Dragon Ball: Curse of the Blood Rubies, 1986)

　- 신룡의 전설 - [구르메스(Gourmeth) 편]
• 드래곤볼 극장판 2 (Dragon Ball: Sleeping Princess in Devil's Castle, 1987)

　- 마신성의 잠자는 공주 - [루시퍼(Lucifer) 편]
• 드래곤볼 극장판 3 (Dragon Ball: Mystical Adventure, 1988)

　- 신비한 대모험 - [미팡제국(Country of Mifan) 편]
• 드래곤볼 Z 극장판 1 (Dragon Ball Z: Dead Zone, 1989)

　- 나의 오반을 돌려줘!! - [갈릭 주니어(Garlic Jr.) 편]
• 드래곤볼 Z 극장판 2 (Dragon Ball Z: The World's Strongest, 1990)

　- 이 세상에서 제일 강한 자 - [닥터 윌로(Dr. Wheelo) 편]
• 드래곤볼 Z 극장판 3 (Dragon Ball Z: The Tree of Might, 1990)

　- 지구 통째로 초결전 - [탈레스(Turles) 편]
• 드래곤볼 Z 극장판 4 (Dragon Ball Z: Lord Slug, 1991)

　- 손오공은 초사이어인 - [슬러그(Slug) 편]
• 드래곤볼 Z 극장판 5 (Dragon Ball Z: Cooler's Revenge, 1991)

　- 궁극의 최강 대 최강 - [쿠우라(Cooler) 편]
• 드래곤볼 Z 극장판 6 (Dragon Ball Z: The Return of Cooler, 1992)

　- 격돌!! 100억파워의 전사들 - [메탈 쿠우라(Metal Cooler) 편]
• 드래곤볼 Z 극장판 7 (Dragon Ball Z: Super Android 13, 1992)

　- 극한 배틀! 3대 초사이어인 - [인조인간 13호(Android 13) 편]
• 드래곤볼 Z 극장판 8 (Dragon Ball Z: Broly - The Legendary Super Saiyan, 1993)

　- 불타올라라!! 열전·열전·초격전 - [브로리(Broly) 편]
• 드래곤볼 Z 극장판 9 (Dragon Ball Z: Bojack Unbound, 1993)

　- 은하가 아슬아슬! 압도적으로 강한 녀석 - [보자크(Bojack) 편]
• 드래곤볼 Z 극장판 10 (Dragon Ball Z: Broly - Second Coming, 1994)

　- 위험한 두 사람! 초전사는 잠들지 않는다 - [돌아온 브로리(Broly) 편]
• 드래곤볼 Z 극장판 11 (Dragon Ball Z: Bio-Broly, 1994)

　- 초전사 격파! 승리하는 건 나다 - [바이오 브로리(Bio-Broly) 편]
• 드래곤볼 Z 극장판 12 (Dragon Ball Z: Fusion Reborn, 1995)

　- 부활의 퓨전!! 손오공과 베지터 - [자넨바(Janemba) 편]
• 드래곤볼 Z 극장판 13 (Dragon Ball Z: Wrath of the Dragon, 1995)

　- 용권폭발!! 손오공이 안 하면 누가 하리 - [힐데건(Hildegarn) 편]
• 드래곤볼 극장판 4 (Dragon Ball: The Path to Power, 1996)

　- 최강으로의 길 - [레드리본군(Red Ribbon Army) 편]

### 신극장판
• 드래곤볼 Z: 신들의 전쟁 (Dragon Ball Z: Battle of Gods, 2013) - [파괴신 비루스(Beerus) 편]
• 드래곤볼 Z: 부활의 F (Dragon Ball Z: Resurrection 'F', 2015) - [프리저(Frieza) 부활 편]
• 드래곤볼 슈퍼: 브로리 (Dragon Ball Super: Broly, 2018) - [브로리(Broly) 편]
• 드래곤볼 슈퍼: 슈퍼 히어로 (Dragon Ball Super: Super Hero, 2022)- [셀 맥스(Cell Max) 편]
위 극장판들은 공식적으로 원작의 후속작이자, 마인 부우 전 이후 공백의 10년 간을 그리고 있다.

일부 시간상 극장판에서 보여주기 힘든 설정들은 드래곤볼 슈퍼를 통해 보완하고 있다.

### TV 스페셜
• 드래곤볼 Z TV 스페셜 1 (Dragon Ball Z: Bardock - The Father of Goku, 1990)

　- 단 혼자만의 최종결전, 프리저에 도전한 Z전사 손오공의 아버지 - [버독(Bardock)]
• 드래곤볼 Z TV 스페셜 2 (Dragon Ball Z: The History of Trunks, 1993)

　- 절망을 향한 대반격! 남겨진 초전사 오반과 트랭크스 - [미래 트랭크스(Trunks)]
당시 방영되던 드래곤볼 TVA에 이어지는 과거와 미래 직후의 에피소드로 이루어져 있다.

당시에는 원작인 드래곤볼 연재가 계속되던 탓에 원작자 토리야마 아키라는 캐릭터 디자인 이외에는 거의 참여하지 못했다.

원작이나 애니메이션과는 별개의 스토리이며, 원작 설정과 무관한 캐릭터가 등장한다.
• 드래곤볼 GT TV 스페셜 (Dragon Ball GT: A Hero 's Legacy, 1997)

　- 용기의 증거는 사성구 - [오공 주니어(Goku Jr.)]

손오공과 신룡이 떠난 100년 후의 이야기이며, 최종화에서 오공 주니어가 천하제일무술대회에 참가하기 전의 일이다.

### OVA
• 드래곤볼 Z OVA (Dragon Ball Z: Plan to Eradicate the Saiyans, 1993)

　- 사이어인 절멸계획 - [핫치햐크(Hatchihyack) 편]

1993년에 출시된 사이어인 절멸계획 게임의 VHS(비디오)로 첨부된 부가영상이다.

1993년 영상을 10년 후인 2003년에 리메이크하여 DVD 패키지에 포함되었다.

### 기타 특별편
• 드래곤볼: 오! 돌아온 손오공과 동료들!! (Dragon Ball: Yo! Son Goku and His Friends Return!!, 2008)

　- [아보(Abo) · 카도(Kado) 편]

마인 부우 편 이후 신과 신 사이의 이야기다.

베지터의 동생인 타블이 나오지만, 어느 별에서 왔는지는 언급되지 않는다.
• 드래곤볼: 에피소드 오브 버독 (Dragon Ball: Episode of Bardock, 2011) - [칠드(Chilled) 편]

작가인 토리야마 아키라 본인이 공인한 원작이다.

손오공의 아버지인 버독이 프리저와의 최종결전 이후 과거로 간 이야기이다.

## 등장인물의 유래

### 일본 이름
"손오공"(孫悟空)은 원래 중국의 소설 《서유기》(西遊記)의 주인공으로서, 영어권에서는 중국이름 "쑨 우콩"으로 알려져 있다. 하지만 《드래곤볼》의 손오공은 영어권에서 중국이름이 아닌 일본이름 "손 고쿠"로 번역되었으며, 그밖의 《드래곤볼》 등장인물 대부분이 일본식 이름 그대로 번역되었다(예: 찌찌(찌찌), 손고한(손오반), 손고텐(손오천), 마진 부우(마인 부우) 등).

### 중국 이름
중국적인 모습의 "천진반"의 경우 손오공과는 달리 일본 이름 "텐 신한"에서 성인 "텐"이 중국식 "티엔"으로 바뀌고, 이름은 일본식 그대로 해서 "티엔 신한"이라 옮겨졌으며, 천진반의 동무 차오즈(일본이름 챠오즈)도 중국식으로 요즘의 한어 병음이 아닌 고전적인 웨이드자일 표기법 "쟈오쯔"(Chiaotzu)라 옮겨졌다.

### 영어 이름
영어에 기원을 둔 많은 이름들(예: 피콜로(피리이름 "Piccolo"), 카카로트(당근 "carrot"), 베지터(채소 "vegetable"), 피라후(투르킥 볶음밥 "Pilaf"))은 순수한 영어를 살리는 범위 내에서 약간 고쳐져서 번역되거나 그대로 옮겨졌다. 하지만 미스터 사탄(Mister Satan)은 "허큘"(Hercule)로 옮겨졌으며, 허큘은 허큘리즈(Hercules, 헤라클레스)에서 따온 것으로 보인다.
거북신선은 영어에 기원을 둔 이름이 아니라 "카메센닌", 또는 "무텐로오시"라는 순수한 일본 이름임에도 불구하고 일본 이름으로 옮겨지지 않았으며, 특이하게 "늙은 스승"을 뜻하는 일본의 일반명사 "로오시"에 역시 비슷하게 스승을 뜻하는 영단어 "마스터"(master)를 붙여 "마스터 로오시"(Master Roshi)라 옮겨졌다. 직역하면 "스승 늙은 스승"이라는 엉터리 말이 된다. 참고로 프랑스어로는 tortue bizarre(이상한 거북이)다.

## 한국의 등장인물 이름
한국에서는 많은 이름들을 한국식 한자음으로 바꿨다(예: 손오공, 손오반, 무천도사, 오룡, 천진반 등). "키타노 카이오오"(北の界王)는 "북쪽 세계의 임금"이란 뜻인데 한국에서는 그냥 "계왕"이라 번역됐다. 영어에 기원을 둔 이름은 영어식 발음으로 바꾼 경우가 많다(예: 란찌[ランチ] - 런치[lunch], 후리이자 - 프리저 ). "찌찌"는 젖을 뜻하는 일본말인데 한국에서는 일본말의 잔재로서 어린이의 젖을 가리킬 때 쓰기도 한다. 《드래곤볼》에서도 찌찌 그대로 옮겨졌다. 다만 애니판에서는 "치치"로 사용한다.

### 오역
"야지로베에"는 "야찬"(애니판에서는 "막무가내")으로, "야무챠"는 "야무치"로, "후리이자"는 "프리더"로 잘못 옮겨졌다. (다만 애니판과 풀컬러판 책에서는 프리저로 쓴다) "신님"은 우리나라에서는 조금 어색한 표현이다. 우리는 보통 그냥 "신"이라고 하거나 "하느님", "하늘님"이라 하고 "신님"이라는 표현은 일본어 번역체를 제외하고는 쓰이지 않는다. 하지만 카미사마(神様)를 직역하여 신님이라 했다. 영어권에서는 그냥 "카미"라고만 한다.
추가로 "사이야인"을 "사이어인"으로, "납파"를 "내퍼"로, "라딧츠"를 "라데츠"로, "트렁크스"를 "트랭크스"로 "다브라"를 "데브라"로 번역한 것도 오역이다. "카메하메파"를 "에네르기파"로 번역한 것은 의도적인 것으로 보이지만, 드래곤볼 세계관에서는 모든 기탄류 기술을 총칭해서 에네르기파라 하니 좋은 번역이라 할 수 없다. 이 명칭 오역은 가장 최근 한국 번역본에서도 수정되지 않았다.
- 덧 위 글 중 야지로베와 프리더는 오역이라고 할 수 없다. '야지로베에'의 경우 마지막 "에"는 일어에서 장음 처리를 위한 글씨이기 때문에 한글판으로 번역시 굳이 사용하지 않아도 됨. 프리더는 위 항목에 영어권 이름의 경우 영어권 발음을 따왔다고 써져있으니 오역이 아닌 셈. 야무챠의 경우는 본인이 어원을 알지 못해 의도된 변경인지 오역인지 알 수 없다.

- 덧 위 글의 서울문화사판 만화 본문에서 항상 야찬이라 나왔기에 직접 수정했으니 문제 없다. 프리더 설명:원래 freezer(장음 생략:freeza)이지만 본문 번역자가 freether인 줄(일본은 th를 θ일 때 s, ð일 때 z로 표기함.) 알아서 오역이 될 수도 있다. 야무차는 얌차(麻茶, 마를 우린 차)라는 뜻이며 영어로 얌티이기에 일본식 발음 야무치라 오역될 수 있다. 반면 야무차의 일어 표기에서 ャ(ㅑ음)만 빼면 야무치가 된다.
- 프리저의 영어명은 Frieza, 혹은 Feeza이니 프리더는 영어 번역을 따온 것이 아닌 명백한 오역이다. 만약 영어권 국가에서 Freether로 번역한 사례가 있다면 저 영어 번역부터가 오역이다. 드래곤볼은 일본 만화이므로 일본 외의 다른 국가에서 어떻게 번역했다는 것이 올바른 번역의 충분한 근거가 될 수 없다. 덧붙여 고의성 여부와 관계 없이 번역자가 외국어 표기를 따르지 않고 잘못 옮겼다면 그 역시 오역이다. 따라서 야무챠를 야무치로 옮긴 것은 번역자가 어원을 알았든 몰랐든 오역이다. 애초에 'ヤムチャ(야무챠)'라고 쓰여진 것을 번역자가 어원을 몰라 'ャ'를 멋대로 빼버리고 'ヤムチ(야무치)'로 번역했다는 것 자체가 말이 안 된다. 저 위의 설명대로라면 'ベジータ(베지타)'의 어원이 Vegetable에서 온 것을 몰라 'タ'를 멋대로 빼버리고 'ベジー(베지)'로 번역하거나 해적판의 '알랑'처럼 의도적으로 엉뚱한 이름을 붙이는 것도 오역이 아니라는 주장이 가능하다.

또한 우엉과 마는 같은 종이다. 그리하여 드디어 밝혀진 버독과 야무치의 싱크로인 <일명눈썹칼빵>이다.

#### 또 다른 오역
"도백백(타오파이파이)" 역시 "국백(쿠오파이)"로 옮겨졌다. 게다가 이 역시 중국식 이름이다. (タ(ta)를 ク(ku)로 잘못 본 듯)

## 《드래곤볼》의 종교
《드래곤볼》은 전세계의 많은 종교가 섞여있다. 죽은 뒤 천당에 가기도 하지만 환생하기도 한다. 《드래곤볼》의 이야기에 영혼이 있고 사후세계가 있으며 천당과 지옥이 있다는 점에서 기본적으로 불교나 기독교와 같지만, 여러 신이 존재하며 사람이나 동물도 신이 될 수 있다는 점에서 우리나라나 일본의 토속신앙과도 닮았다. 수행을 통해 오래 살게 된 거북신선이나 모든 병을 치유하는 선두의 모습에는 중국의 도교적인 요소가 들어있고, 마인 부우가 죽은 뒤 지옥에 가지 않고 우부라는 착한 어린이로 환상하는 모습에는 인도의 힌두교적인 윤회관도 보인다. 거북신선의 누나인 점쟁이 바바는 유럽의 마법사와 같은 옷을 입고 곳곳을 볼 수 있는 마법구슬을 갖고 있으며, 이승과 저승을 마음대로 오갈 수 있다. 그리고 많은 동물들이 말을 하고 싸울 줄 아는데, 예로 지구 전체의 임금은 사람이 아니라 개이며, 카린탑의 신은 고양이다. 비루스는 이집트의 아누비스를 모델로 해서 토리야마 식으로 변형된 경우이다.